# Posiłów
Posiłów – wieś w Polsce położona w województwie małopolskim, w powiecie proszowickim, w gminie Proszowice.

## Historia
Wspomniana w dokumencie z 1228 roku jako Posilow.
Wieś Posiłów wchodziła w skład dóbr Kościelec. W przywileju wydanym klasztorowi w Staniątkach przez Konrada, księcia krakowskiego i łęczyckiego, na wiecu nad rzeką Mierzawą 3 sierpnia 1243 r., książę pozwala przenieść zakonnikom cały ród kmiecy Zelazonem cum patre Radisla et cognacione suo qui pstrostłci dicantur ze wsi klasztornej Kargowa do wsi Posiłowa.
Według Długosza w XV wieku, wieś Posiłów w parafii Kościelec miała łany kmiece; był też folwark rycerski, z którego dawano do Kościelca dziesięcinę wartości 4 grzyw. Według rejestru poborowego powiatu krakowskiego z 1581 r. wieś Poszilów Posilow, w parafii Kościelec, własność Bogusza, miała 2 łany kmiece, 2 zagrodników bez roli.
Wieś usytuowana w powiecie proszowickim województwa krakowskiego oraz przynależała do parafii Kościelec w końcu XVI wieku.
Posiłów w 1827 r. liczył 11 domostw, 66 mieszkańców. W 1885 r. folwark ten rozległy na mórg 245, gruntów ornych i ogrodów mórg 209, łąk mórg 29, nieużytków - mórg 7. Budynków murowanych 2, z drzewa 6.
Na przełomie XVIII i XIX w. Antoni Kamocki zakupił Kościelec, Posiłów, Piekary, Ciborowice, Ostrów i Klimontów (ok. 3500 ha) – wsie położone na pograniczu woj. krakowskiego i kieleckiego. Dwór w Posiłowie stał się siedzibą rodu Kamockich, w którym kolejne pokolenia Kamockich zamieszkiwały do końca II wojny światowej.
Grób Rodu Kamockich - kaplica znajduje się na cmentarzu w Kościelcu.
W czasie II wojny światowej we dworze w Posiłowie kwaterowały wielokrotnie oddziały partyzanckie AK, czasowo ukrywały się osoby odpowiedzialne za zamachy na Niemców, a także uciekinierzy w obozów i wysiedleńcy.
W latach 1975–1998 miejscowość administracyjnie należała do województwa krakowskiego.

## Związani z Posiłowem
W Posiłowie urodził się Zygmunt Kamocki herbu Jelita (ur. 3 grudnia 1893, zm. wiosną 1940 w Katyniu) – podporucznik rezerwy kawalerii Wojska Polskiego, kawaler Krzyża Walecznych, ofiara zbrodni katyńskiej.
Karolina z Chwalibogów Kamocka (1868-1954). Uczyła się w Sacré – Coeur we Lwowie. Swoje zainteresowania pogłębiała studiując wiedzę z fizyki, chemii, astronomii, astrologii, medycyny (potrafiła leczyć wiele schorzeń). Rysowała, malowała, wyszywała i pisała wiersze. Niezwykle cenne są pamiętniki, które Karolina Kamocka pisała przez 25 lat – o wydarzeniach z najbliższej okolicy, o sprawach domowych, ale również o sytuacji w świecie.